# PrimeFaces
A PrimeFaces egy nyílt forráskódú implementációja a JavaServer Faces 2.0 (JSF2.0) komponenskészlet-specifikációnak.

## Tulajdonságok
- Több, mint 100 komponenssel rendelkezik.
- Pehelysúlyú, azaz JAR-függőségektől mentes.
- Skinning támogatás több, mint 25 témával és kreátorral.
- Jól dokumentált.
- Nagy és aktív közösség áll mögötte.
- jQuery alapú.
- Mobilra optimalizált UI-támogatás: TouchFaces.
- AJAX Push támogatás.
- Nyílt forráskódú (Apache licenc).

## Használata
A konfiguráció szerveroldalon történik a WAR-ba csomagolt faces-config.xml-ben. Példa:
```
 
<managed-bean>

     
<managed-bean-name>
greetingBean
</managed-bean-name>

     
<managed-bean-class>
com.primefaces.demo.GreetingBean
</managed-bean-class>

     
<managed-bean-scope>
application
</managed-bean-scope>

 
</managed-bean>

```

Ez egy Java osztályra hivatkozik, ezeket JavaServerFaces Driven objektumoknak nevezzük. Ezek a csatolt web.xml-ben a megjelenítéskor használt XHTML fájlok elérése konfigurálhatók.
```
 
<?xml version="1.0" encoding="ISO-8859-1"?>

 
<!DOCTYPE html PUBLIC "-//W3C//DTD XHTML 1.0 Strict//EN" "DTD/xhtml1-strict.dtd">

 
<html
 
xmlns=
"http://www.w3.org/1999/xhtml"

     
xmlns:h=
"http://java.sun.com/jsf/html"

     
xmlns:ui=
"http://java.sun.com/jsf/facelets"

     
xmlns:f=
"http://java.sun.com/jsf/core"

     
xmlns:p=
"http://primefaces.org/ui"
>

 
<h:head>

     
<title>
Greetings
</title>

 
</h:head>

 

 
<h:body>

 
<h:outputText
 
value=
"Status: #{facesContext.application.projectStage}"
/>

     
<h:form>

     
<h:outputText
 
value=
"#{greetingBean.greeting}"
 
/>

     
</h:form>

 
</h:body>

 
</html>

```

Fontos, hogy legyen az xhtml-nek <h:head></h:head> tagja, mert máskülönben hiányozni fog a skin és a JQuery elemek.